# 摂津北インターチェンジ
摂津北インターチェンジ（せっつきたインターチェンジ）は、大阪府摂津市の、近畿自動車道上にあるインターチェンジ。ハーフインターチェンジと呼ばれるもので、松原方面の入口（下り側）と松原方面からの出口（上り側）しかない。
平行する大阪府道2号大阪中央環状線において入口料金所を先頭にした渋滞が毎日発生し吹田IC付近まで続く。吹田方面の出口側も吹田IC付近を先頭にほぼ毎日渋滞が発生している。

## 道路
- E26 近畿自動車道（1番）

## 接続する道路
- 大阪府道2号大阪中央環状線

## 料金所

### 入口
- ブース数：2
  - ETC専用：1
  - ETC/一般：1

（均一料金区間のため、出口に料金所はない。）

## 歴史
- 1970年3月1日:開通

## 周辺
近畿自動車道と並走する大阪モノレール線の摂津駅と沢良宜駅の間に位置する。最寄りは摂津駅である。
近くを走る大阪府道14号大阪高槻京都線沿いには、 北大阪トラックターミナルや大阪府中央卸売市場が位置する。
阪急京都線摂津市駅からも1km以内の距離にある。
- 北大阪流通センター
- 塩野義製薬摂津工場、医科学研究所
- 日本出版販売関西サービスセンター
- 摂津市役所
- 摂津市消防本部
- 摂津市立青少年運動広場
- 独立行政法人高齢・障害・求職者雇用支援機構大阪支部関西職業能力開発促進センター（愛称：ポリテクセンター関西）

## 隣
E26 近畿自動車道
(35)吹田JCT/IC - (1)摂津北IC - (2)摂津南IC